# Kausalität
Kausalität (von lateinisch causa, „Ursache“, und causalis, „ursächlich, kausal“) ist die Beziehung zwischen Ursache und Wirkung. Sie betrifft die Abfolge von Ereignissen und Zuständen, die aufeinander bezogen sind. Demnach ist A die Ursache für die Wirkung B, wenn B von A erzeugt wird.

## Allgemeines
Vom Begriff der Ursache werden im Alltag oft die Begriffe Grund, Anlass und Bedingung (Voraussetzung) unterschieden; über die genaue Abgrenzung herrscht allerdings keine Einigkeit. Meistens gilt:
- die Bedingung als eine besondere Art der Ursache, nämlich eine zeitlich streng vor der Wirkung liegende und in irgendeiner Weise besonders herausragende, ohne die eine entsprechende Wirkung nicht eintritt;
- der Anlass als zufälliger, „unwesentlicher“ Auslöser einer Wirkung neben einer „eigentlichen“, „wesentlichen“ Ursache;
- der Begriff Grund als Element rationaler Überlegungen oder Begründungen im Gegensatz zur Naturkausalität.

## Monokausalität, Multikausalität und Kausalkette
Unterschieden werden monokausale und multikausale Erklärungen von Ereignissen und Phänomenen. Bei einer monokausalen Erklärung wird angenommen, dass genau ein (altgriechisch μόνος monos ‚alleinig‘, ‚einzig‘) Ereignis ein weiteres Ereignis verursacht. Es ist auch möglich, dass dieses eine ursächliche Ereignis mehrere Wirkungen entfaltet. Bei einer multikausalen Erklärung sind mehrere (lateinisch multi ‚viele‘) Ursachen im Spiel. Sie bewirken ein oder auch mehrere Ereignisse.

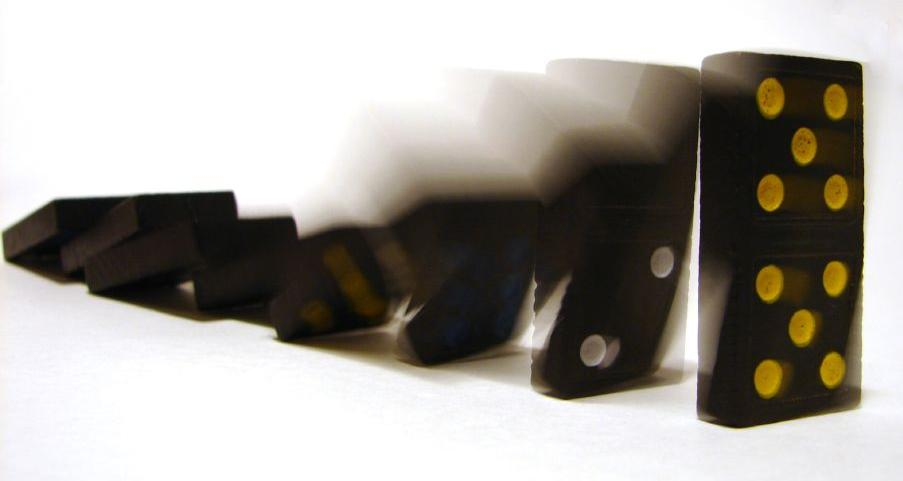
Kausalkette Beispiel: Dominosteine: Das Umfallen des ersten Steins bewirkt das Umfallen des zweiten Steins; dieses Umfallen bewirkt wiederum das zeitlich darauffolgende Umfallen des dritten usw. – bis der letzte Stein umgefallen ist.

In einer Kausalkette (auch Wirkungskette oder Ursache-Wirkungs-Kette genannt) bewirkt ein Ereignis ein anderes, das selbst wiederum ein weiteres Ereignis bewirkt usw. – bis das letzte Ereignis der Kette bewirkt wurde. Die Ursachen sind in ihr streng zeitlich nacheinander gereiht und durchweg voneinander abhängig.
Die moderne Geschichtswissenschaft erklärt jedes Ereignis multikausal. Historiker stehen vor dem Problem, eine große Zahl von teils miteinander interdependenten Ursachen gewichten und strukturieren zu müssen. Dazu rechnen etwa Personen, Institutionen, Handlungen, Ereignisse, Strukturen, Prozesse, Mentalitäten und Ideologien, die jeweils kurz-, mittel- oder langfristig wirken können. Auch der Zufall wird nicht ausgeschlossen. Der Althistoriker Alexander Demandt etwa listet in seinem 1984 erschienenen Werk über den Untergang des Römischen Reiches 210 Kausalfaktoren auf, die von der Nachwelt zu dessen Erklärung angeführt wurden. Mit Bezug auf den Aufstieg des Nationalsozialismus schreibt der Historiker Kurt Bauer: „Monokausale Erklärungsansätze versagen kläglich, wenn es um komplexe Ursachen und Zusammenhänge geht, die den Nationalsozialismus geschichtsmächtig werden ließen.“
In den Sozialwissenschaften gelten monokausale Erklärungen als Ausfluss einseitiger Weltanschauungen und Ideologien, die, wie das Wörterbuch der Soziologie urteilt, „für die modernen praxisbezogenen Erfahrungswissenschaften allenfalls als Ausgangsprobleme verwertbar“ seien. Sie werden häufig als unterkomplex abgetan. So kritisieren etwa die niederländischen Soziologen Hans van der Loo und Willem van Reijen die marxistische Grundannahme, die sozioökonomische „Basis“ würde stets bestimmen, was im „Überbau“, also in Politik, Recht oder Kultur geschehe, als monokausal. Man müsse vielmehr davon ausgehen, dass es eine gegenseitige Beeinflussung der diversen Handlungsfelder gebe, ohne dass sich ein Primat des einen oder des anderen nachweisen lasse. Monokausale Erklärungen sind typisch für Verschwörungstheorien, in denen alle möglichen Ereignisse einzig den Machenschaften der als extrem mächtig imaginierten Verschwörer zugeschrieben werden.

## Kausalordnung
Die Kausalordnung ist eine Halbordnung, die als Relation der kausalen Abhängigkeit innerhalb einer Menge von Ereignissen definiert wird: Ein Ereignis A ist die Ursache von Ereignis B (A < B) oder umgekehrt (A > B), oder die Ereignisse beeinflussen sich gegenseitig nicht (A || B), das heißt: A und B sind kausal unabhängig oder nebenläufig. Außerdem wird die Kausalität von den meisten Theoretikern als transitiv betrachtet: Wenn das Ereignis A eine Ursache von B und B eine Ursache von C ist, dann ist A auch eine Ursache von C (wenn A < B und B < C ist, dann ist auch A < C). Andere wenden dagegen ein, dass zumindest unsere gewöhnliche Urteilspraxis bezüglich der Kausalität nicht transitiv ist, da wir bei der Suche nach der Ursache eines Ereignisses stets nach dem unmittelbar verursachenden Ereignis forschen.
Die kausale Abhängigkeit und die sich daraus ergebende Kausalordnung sind sehr wichtig in verschiedenen Wissenschaftszweigen. Insbesondere wird in einigen Bereichen der Physik, Informatik und Philosophie die Zeit an sich über die Kausalordnung definiert, statt umgekehrt (siehe Happened-Before-Relation). Der Begriff der „Gleichzeitigkeit“ verliert dann an Bedeutung, man spricht stattdessen von kausal unabhängigen Ereignissen. Ob zwei solche Ereignisse auch gleichzeitig erscheinen, hängt gänzlich vom Standpunkt des Beobachters ab.

## Wissenschaftliche Bereiche

### Physik
In der Physik besagt das Kausalitätsgesetz, dass es keine Wirkung ohne Ursache gibt. Es hängt damit eng mit der Forderung nach Determinismus zusammen: Kennt man den Zustand eines Systems in allen Parametern, so kann man daraus mit Hilfe der Naturgesetze einen zukünftigen Zustand berechnen. Max Born hingegen hebt hervor, dass Kausalität durch zwei Eigenschaften geprägt ist, nämlich die Nahwirkung und die Aufeinanderfolge. Beide Eigenschaften sind in der newtonschen Gravitation verletzt, die davon ausgeht, dass die Gravitation eine instantane Fernwirkung besitzt. Dies wird durch die Einführung des Feldbegriffs durch Michael Faraday und der Grenzgeschwindigkeit in Einsteins Relativitätstheorie korrigiert. In der Quantenmechanik wird das Prinzip der Kausalität durch eine große Anzahl von Messungen aufrechterhalten, die sich im Mittel wieder kausal verhalten.
Kausalität impliziert eine strenge Halbordnung:
1. Die Ursache der Ursache einer Wirkung ist auch (indirekte) Ursache der Wirkung selbst (Transitivität).
2. Eine Wirkung darf nicht direkte oder indirekte Ursache ihrer selbst sein (Irreflexivität), da sonst Widersprüche auftreten können, wie zum Beispiel das Großvater-Paradoxon.

#### Klassische Mechanik
In der klassischen Mechanik ist es aufgrund der angenommenen instantanen Fernwirkung und der damit verbundenen Gleichzeitigkeit bestimmter Ereignisse schwierig, eine Kausalordnung zu definieren, in der die Ursache vor der Wirkung stattfindet. Wenn im dritten newtonschen Axiom von „actio“ und „reactio“ die Rede ist, so finden beide gleichzeitig statt. Newton hatte dabei keinen Kausalzusammenhang im Sinn, sondern stellte als Grundlage der Dynamik auf, dass beide Kräfte eben gleich groß und entgegengesetzt sind.

#### Relativitätstheorie
Was Max Born mit „Aufeinanderfolge“ meint, ist in der klassischen Physik leicht auszudrücken: Die Ereignisse, die ein bestimmtes Ereignis kausal beeinflussen können (also [Mit-]Ursache dieses Ereignisses sein können), liegen in der Vergangenheit dieses Ereignisses. Umgekehrt liegen die Ereignisse, die von einem bestimmten Ereignis kausal beeinflusst werden können, in der Zukunft dieses Ereignisses.
In der Relativitätstheorie hingegen hat die Relativität der Gleichzeitigkeit zur Folge, dass es bei zwei Ereignissen vom Bezugssystem abhängt, welches Ereignis früher oder später stattfindet. Dies scheint die Einführung einer Kausalitätsordnung zu erschweren. Da sich Wirkungen aber maximal mit Lichtgeschwindigkeit ausbreiten können, ist die Vergangenheit ein Kegel in der Raumzeit, der so genannte Vergangenheitslichtkegel (man spricht dabei auch von der absoluten Vergangenheit); ebenso ist die Zukunft durch den Zukunftslichtkegel gegeben.
Sowohl die spezielle Relativitätstheorie als auch die allgemeine Relativitätstheorie stimmen in der Beschreibung von Kausalität bis hierhin überein. Die Krümmung als zusätzliche Eigenschaft der Raumzeit in der allgemeinen Relativitätstheorie verkompliziert die Kausalstruktur, denn sie kann bewirken, dass sich die Zukunfts- und Vergangenheitskegel eines Ereignisses schneiden (siehe Kausalstruktur: Diamant-Menge von Raumzeitpunkten/Kausaldiamant). Damit können geschlossene Kurven auftreten, entlang derer sich die Zeit immer vorwärts bewegte. Für einen Beobachter auf so einer geschlossenen Weltlinie träten zwar alle Ereignisse geordnet nacheinander ein, aber sie wiederholten sich nach einem Durchlauf der Schleife, wodurch kein Anfang oder Ende der Kausalordnung festgestellt werden kann. Nur in so genannten kausalen Raumzeiten sind Vergangenheits- und Zukunftslichtkegel getrennt.

#### Quantenmechanik
Die Kopenhagener Deutung der Quantenmechanik lehrt, dass wir auf Grund prinzipiell einschränkender Naturgesetze lediglich die Wahrscheinlichkeit von späteren Beobachtungen vorhersagen können – was im einzelnen Fall nun tatsächlich geschieht, hängt vom objektiven Zufall ab (siehe Kollaps der Wellenfunktion). Obwohl sich die Natur also auf mikroskopischer Ebene nicht deterministisch verhält, ist sie im folgenden Sinne kausal: Nur wenn alle physikalisch möglichen Zustände B in Abhängigkeit von Zustand A abgeleitet werden können, kann man von Kausalität sprechen. Ergibt sich B jedoch auch aus C, ist A nicht die Ursache von B. Hierbei ist zu beachten, dass Determinismus eine viel stärkere Aussage beinhaltet als die schiere Kausalität. Zudem ist eine Situation vorstellbar, in der ein einzelnes Ereignis zugleich Ursache und Wirkung eines anderen Ereignisses sein kann, auch wenn dies unseren Alltagserfahrungen widerspricht.
Die De-Broglie-Bohm-Theorie ist eine deterministische Interpretation der Quantenmechanik, die Unvorhersagbarkeit der zukünftigen Systemzustände ergibt sich bei dieser Interpretation aus einer nicht ausreichend genauen Kenntnis der Anfangsbedingungen.
Der ontologische Zufall der Kopenhagener Deutung wird in der De-Broglie-Bohm-Theorie durch eine epistemische (erkenntnistheoretische) Unbestimmbarkeit ersetzt.
Die Frage, ob jedes physikalische Ereignis eindeutig durch eine Menge von Ursachen vorherbestimmt ist, ob also das Universum als Ganzes deterministisch ist, scheint in der Quantenmechanik somit nicht mit einem klaren Ja beantwortet werden zu können. Albert Einstein sagte dazu: „Gott würfelt nicht“. Was uns als Zufall erscheint, hängt demnach in Wirklichkeit nur von unbekannten Ursachen ab. Auch der freie Wille des Menschen wäre schiere Illusion. Einstein zog hier eine Parallele zur Unfreiheit des Willens nach Schopenhauer. Diese Ansicht Einsteins führte ihn zu der erst Jahre nach seinem Tode falsifizierten Ansicht, dass die Quantenmechanik durch sogenannte „verborgene Variablen“ ergänzt werden müsse (siehe auch EPR-Paradoxon und Bellsche Ungleichung).
Allerdings ist der Satz vom nichtwürfelnden Gott kaum haltbar, wie die Geschichte der Physik im 20. Jahrhundert gezeigt hat. Schon in den Gesprächen mit Niels Bohr während der 1920er Jahre bekam Einstein den Widerspruch zu spüren. „‚Gott würfelt nicht‘, das war ein Grundsatz, der für Einstein unerschütterlich feststand, an dem er nicht rütteln lassen wollte. Bohr konnte darauf nur antworten: ‚Aber es kann doch nicht unsere Aufgabe sein, Gott vorzuschreiben, wie Er die Welt regieren soll.‘“
Obwohl Einstein einen großen Ruf als Wissenschaftler hatte, blieb seine Ansicht die einer Minderheit, und heute, fast sechzig Jahre nach seinem Tod, haben verfeinerte Experimente Einsteins Position noch weiter geschwächt. „Die jüngsten quantenoptischen Experimente dürften genügen, Einstein im Grabe rotieren zu lassen.“ (Paul Davies)

#### Schmetterlingseffekt
Während die Betrachtung einer Ursache und einer Wirkung als schwache Kausalität bezeichnet wird, verlangt die starke Kausalität, dass leichte Variationen in den Anfangsbedingungen nur leichte Variationen in den Wirkungen verursachen. Dies ist jedoch nicht der Fall, wenn sich die Anfangsbedingungen in der Nähe eines labilen Gleichgewichts befinden: Ein kleiner Stoß auf eine Kugel, die sich im labilen Gleichgewicht auf einem Berggipfel befindet, kann alle möglichen Richtungen bewirken, in die die Kugel rollt. Dies führt im Rahmen der Chaostheorie beispielsweise zur Frage, ob der Schlag eines Schmetterlingsflügels in Brasilien einen Tornado in Texas verursachen kann.

### Informatik
In der Informatik spielt Kausalität auf zwei Arten eine große Rolle: einerseits als nachträgliche Aussage darüber, welche Ereignisse zu welchen anderen Ereignissen geführt haben. Das ist vor allem bei einer Kommunikation in Verteilten Systemen mit mehreren Sendern und Empfängern wichtig, zum Beispiel um sicherzustellen, dass Anweisungen in der richtigen Reihenfolge ausgeführt werden, auch dann, wenn sich Nachrichten im Netzwerk überholen. Zu diesem Zweck werden vor allem Logische Uhren eingesetzt, die es erlauben, aufgrund von Zeitstempeln die Kausalordnung von Ereignissen zu bestimmen.
Andererseits kann man bei Computerprogrammen leicht im Vorhinein sagen, welche Aktion welche Daten benötigt, und von wo diese bereitgestellt werden. So ergibt sich eine Kausalordnung darüber, welche Operation das Resultat welcher anderen benötigt. So können Abläufe entsprechend geplant und insbesondere sequentialisiert oder parallelisiert werden.
Forschende erhoffen sich, dass Methoden des maschinellen Lernens wie Reinforcement Learning künftig noch mehr zum Verständnis realer Kausalitäten anwendungsnäherer Wissenschaftszweige wie unten genannter oder Politikgestaltung beitragen können (causal machine learning).

### Systemtheorie
In der Systemtheorie bezeichnet man ein System als „kausal“, wenn seine Ausgangswerte nur von den aktuellen und vergangenen Eingangswerten abhängen. Die Sprungantwort oder Impulsantwort eines solchen Systems verschwindet für negative Zeiten. Ein System, das nicht kausal ist, bezeichnet man als akausales System.

### Philosophie

#### Vorsokratiker
Die vorsokratische griechische Philosophie fragte nach dem „Urgrund“ allen Seins. Dies ist allerdings nicht nur mit dem Suchen einer „Ursache“ im heutigen Gebrauch des Wortes zu verstehen. Vielmehr suchten sie nach einer Art Urstoff oder einem allumfassenden Prinzip, dem Arché bzw. in Prinzipien wie dem Warmen, dem Kalten, dem Feuer oder der Luft.
Der Begriff der Ursache (aition bzw. aitios, aitia, griech.: αίτιον, αἴτιος, αίτια) hatte zunächst eine moralisch-juristische Bedeutung und bezeichnet einen Verantwortlichen oder Schuldigen. Ende des 5. Jahrhunderts v. Chr. wurde er von den hippokratischen Ärzten zur Bezeichnung der Ursachen von Krankheiten (siehe auch den Begriff der Ätiologie) und damit zum ersten Mal eindeutig im kausalen Sinn verwendet. Auch wurde zwischen Krankheit und Krankheitssymptomen bzw. Anzeichen von Krankheit unterschieden, während ein Begriff für die Wirkung noch fehlte. Demokrit war einer der ersten Philosophen, der die Vorstellung einer umfassenden Kausalität im Sinne von Ursachen und Wirkungen vertrat.

#### Platon
Platon setzt die Wirkung mit dem Werdenden gleich. Jedes Werdende muss eine Ursache haben. Er kritisiert jedoch die Annahme, dass Prinzipien die Ursachen für ein Jegliches seien. Diese stehen in keinem notwendigen Zusammenhang mit den zu erklärenden Gegebenheiten. Ein und dasselbe könne nicht Ursache für Gegensätzliches sein, und aus gegensätzlichen Ursachen könne nicht ein und dasselbe resultieren. Als letzte Ursachen müssen also Ideen angenommen werden. Daneben ist die Notwendigkeit die letzte Quelle der materiellen Bedingtheit der Welt.

#### Aristoteles
Für Aristoteles impliziert die Kenntnis einer Erklärung, warum einer Sache etwas zukommt. Er führt vier verschiedene Arten von „Ursachen“ auf (aitia; Plural aitiai), die den vier Weisen entsprechen, in denen Warum-Fragen beantwortet werden können:
- causa formalis: die Formursache (z.B: Warum zerkleinert eine Säge Holz? Wegen der Form des Sägeblatts – die funktionsgerechte Form macht das Wesen der Säge aus)
- causa finalis : die Zweckursache (Wozu wird gesägt? Um Brennholz zu gewinnen)
- causa materialis: die Materialursache (Warum besteht die Säge aus Metall? Sie muss hart genug sein, um Holz zu zerkleinern)
- causa efficiens : die Wirkursache (Warum bewegt sich die Säge? Weil sie jemand bewegt)

Form und Ziel hängen nach Aristoteles oft eng miteinander zusammen; sie schließen an die ursächliche Rolle der Ideen bei Platon an. Viele Wirkungen sind allerdings auf das Material zurückzuführen (so z. B. das Rosten). Die Material- und die Wirkursache würden bei Platon vernachlässigt. Doch steht für Aristoteles selbst die causa finalis im Vordergrund, während die causa efficiens dem modernen Kausalitätsbegriff nähersteht.
Diese aristotelische Unterteilung in vier Arten von Ursachen ist philosophiegeschichtlich bedeutsam und wurde von vielen anderen Philosophen aufgegriffen, teilweise verändert und weiterentwickelt. Der Begriff aitia bedeutet bei Aristoteles mehr als der heutige Begriff Ursache. Alle aitiai einer Sache angeben zu können heißt, Wissen über diese Sache zu besitzen. Auch Naturprozesse sind zielgerichtet und können so erklärt werden. Der Zufall hingegen folge keiner Regel.
Die causa materialis und die causa formalis bestimmen laut Aristoteles das Sein eines Gegenstandes: die Form durchdringt den an sich ungeformten, qualitätslosen und unbewegten Stoff (d. h. die Materie) und bildet ihn zu einem konkreten, wirklichen Ding.
Beispiel: Die causa materialis einer Bildsäule ist das Erz, aus dem sie besteht; die causa formalis hingegen die Kunst des Bildhauers, der sie formt. Die causa efficiens und die causa finalis beziehen sich dagegen auf das Werden der Gegenstände. Die causa efficiens wird im Sinne eines äußeren Anstoßes der Bewegung verstanden und die causa finalis als der Zweck, um dessentwillen etwas geschieht, eine bestimmte Tätigkeit ausgeführt wird etc.
Beispiel: Der Vater ist die causa efficiens des Kindes; die Gesundheit ist causa finalis des Sportes (vgl. Aristoteles, Metaphysik 1013a 24 bis 1014a 25).

#### Hellenismus
Im Hellenismus verschiebt sich das Interesse am Kausalgeschehen von theoretischen zu praktischen Fragen. Nach Epikur ist es das Ziel der Erforschung von Ursachen, den Menschen die Unruhe zu nehmen, die ihnen unverständliche Phänomene bereiten. Zenon von Kition und die Stoa anerkennen im Unterschied zu Aristoteles ausschließlich die wirkende Ursache. Für sie ist die Ursache stets ein Körper, der auf andere wirkt. Es gebe Ursachen (lat.: causa continens), die lange Wirkungsketten in Gang setzen und dauerhaft aufrechterhalten können.

#### Scholastik
Die Scholastik, hier der Thomismus, übernahm im Wesentlichen Aristoteles’ Kategorisierung der Ursachen. Allerdings führt sie eine Rangordnung unter den Ursachen ein und ordnet dabei die weniger bedeutenden Material- und Wirkursachen den höheren Form- und Zweckursachen unter. Wichtig ist das Hinzutreten einer ersten Ursache (causa prima), nämlich Gottes, für die Schöpfung der Welt und als ihr erster Beweger. Die Komplexität der Themen machte bisweilen auch noch weitere Kategorien und Unterteilungen notwendig.
Beispiel: Ein Sünder empfängt die Beichte. Wir haben: Causa formalis sind die Lossprechungsworte („Ego te absolvo a peccatis tuis in nomine Patris et Filii et Spiritus Sancti“.) Causa materialis proxima, nähere Stoffursache, sind die Bußhandlungen bzw. der Vorsatz, sie zu tun („beten Sie ein Vaterunser und ein Glaubensbekenntnis“), und das Bekenntnis als solches. Causa materialis remota, entferntere, sind die zu vergebenden Sünden. Causa efficiens primaria, erste Wirkursache, ist Jesus Christus in göttlicher und menschlicher Natur. (Seine heilige Menschheit wird nicht als causa instrumentalis aufgeführt, das wäre zwar nicht ganz falsch, aber ein wenig nestorianisierend.) Causa efficiens secundaria, zweite, ist der Priester. Causa finalis primaria ist (wie immer) die äußere Verherrlichung Gottes. Causa finalis secundaria ist das Heil des Pönitenten. Causa meritoria, Verdienstursache, ist das Erlösungswerk Christi. Causa instrumentalis, werkzeugliche Ursache, ist die heiligmachende Gnade, die durch das Sakrament wiederhergestellt wird. Causa dispositiva, also notwendige Bedingung, ist die Beichtvollmacht, die der Priester von einem rechtlich zuständigen Oberen, in der Regel seinem Bischof, erhalten haben muss.

#### Okkasionalismus
Der Okkasionalismus sieht als eigentliche, einzig wahrhafte Ursache allen Geschehens die göttliche Vorstellung, während die endlichen, körperlichen Dinge nur Anlässe, Gelegenheitsursachen (causae occasionales) sein sollen, in denen sich das Wirken des göttlichen Geistes manifestiert.

#### David Hume
Eine in der neuzeitlichen Philosophie weit verbreitete Auffassung vom Wesen der Ursache und der Kausalität wurde im Wesentlichen von David Hume (1711–1776) begründet. Hume definiert Ursache als

„einen Gegenstand, dem ein anderer folgt, wobei allen Gegenständen, die dem ersten gleichartig sind, Gegenstände folgen, die dem zweiten gleichartig sind. Oder mit anderen Worten: wobei, wenn der erste Gegenstand nicht bestanden hätte, der zweite nie ins Dasein getreten wäre.“

Hume wendet sich entschieden gegen die Vorstellung einer notwendigen Verknüpfung von Ursache und Wirkung, da er in seiner empiristischen Erkenntnistheorie keinerlei berechtigten Anlass für eine solche Vorstellung findet. Die Quelle unserer falschen Vorstellung einer notwendigen Verknüpfung sei die gewohnheitsmäßige Verbindung von Ursache und Wirkung.

„Wenn aber viele gleichförmige Beispiele auftreten und demselben Gegenstand immer dasselbe Ereignis folgt, dann beginnen wir den Begriff von Ursache und Verknüpfung zu bilden. Wir empfinden nun ein neues Gefühl […]; und dieses Gefühl ist das Urbild jener Vorstellung [von notwendiger Verknüpfung], das wir suchen.“

Die Kausalität wird also als eine zuverlässig, regelmäßig zusammen auftretende bivariate Kovariation von Ereignissen definiert. Von dem gemeinsamen Auftreten wird nicht zurückgeschlossen auf eine vorher schon dagewesene Kausalität. Dass in der Vergangenheit ein Ereignis A zwar immer gefolgt war von einem Ereignis B und wir das als gesichert annehmen, muss nicht mit Bestimmtheit heißen, dass es auch für alle Zukunft so sein wird, dass dem Ereignis A auch immer Ereignis B folgen würde. Aus diesem Grunde kann man nach Hume keine Naturgesetze definieren, denn von Gesetzen als einem allgemeinen Zusammenhang zu sprechen, lässt sich rational nicht begründen. Es wäre lediglich gewohnheitsmäßig wahrgenommenes, gemeinsames Aufeinandertreffen von Ereignissen. Auch von der objektiven Welt als solcher zu sprechen ergibt nach Hume keinen großen Sinn, denn die Welt jenseits unserer eigenen Vorstellungen gibt es nicht als solche, die wir erfahren könnten. Wir haben bloß sensorische Eindrücke von einer Welt und diese sensorischen Eindrücke würden sich verändern. Wir haben nur sensorische Eindrücke der Welt und haben Schwierigkeiten, gesicherte Annahmen und Kenntnisse der Welt als solche zu formen. Und selbst über uns können wir nicht als Subjekte reden, denn jeder von uns ist in seiner eigenen Erfahrung nicht als Subjekt direkt gegeben. Wir haben zwar eigene Gedanken, aber von diesen auch nur die Eindrücke, wir haben zwar eine Ahnung unserer Bewegung, aber auch von diesen auch nur die eigenen Eindrücke. Deshalb sind wir wie Bündel unserer eigenen Impressionen über uns selber. Hume hat sich mit seiner Arbeit deshalb weg von der Frage, was Kausalität ist, bewegt und hat eigentlich durch die Zweifel an der Existenz der Kausalität eher den Fokus auf die Frage, warum wir Kausalität als solche überhaupt behaupten, gelenkt.
Nach Hume ist es also problematisch von mehreren Beobachtungen auf die Gültigkeit eines induktiven Schließens folgern zu wollen. Das, was wir als Regelmäßigkeit wahrnehmen, seien keine Gesetzmäßigkeiten über wirkliche Zusammenhänge (siehe Skeptizismus David Humes).
Im Zusammenhang mit einer bloßen Wahrscheinlichkeit der Kausalität spricht man von einer Regularitätstheorie der Kausalität. Nach derartigen Theorien ist sie nur durch statistische Untersuchungen bestimmbar, nicht durch logische Schlüsse. Demnach lassen sich grundsätzlich keine sicheren Prognosen aufstellen. David Hume zufolge müssen folgende notwendige und hinreichende Bedingungen erfüllt sein, um eine Ereignisfolge als Ursache-Wirkung-Beziehung einordnen zu können:
- e1 liegt zeitlich unmittelbar vor e2.
- e1 liegt räumlich unmittelbar neben e2.
- Immer wenn ein Vorkommnis vom Typ e1 auftritt, lässt sich ein Vorkommnis vom Typ e2 beobachten.

Die Auffassung, dass es keine notwendigen kausalen Verbindungen in der Welt gibt, weil lediglich räumlich benachbarte Ereignisse in zeitlicher Abfolge beobachtet werden können, wird in der modernen Wissenschaftstheorie als Humesche Metaphysik bezeichnet.

#### Materialismus / Mechanizismus
Materialistische und mechanizistische Philosophien, die besonders im 18. Jahrhundert in Frankreich verbreitet waren, führten alle Ursachen letztlich auf mechanischen Druck und Stoß („Tanz der Atome“) zurück. Ähnliche Vorstellungen gab es schon in der Antike bei Demokrit und Epikur. Ansätze zur Überwindung des rein mechanischen Ursachenbegriffs findet man bei Ludwig Feuerbach, der eine vollständige Reduzierbarkeit von Erscheinungen der höheren Bewegungsformen (d. h. Leben, Denken, Geschichte) auf die Mechanik zumindest bezweifelt.

#### Immanuel Kant
Immanuel Kant unterschied von der „Kausalität nach Gesetzen der Natur“ eine „Kausalität durch Freiheit:“

„Wenn ich jetzt (zum Beispiel) völlig frei und ohne den notwendig bestimmenden Einfluss der Naturursachen von meinem Stuhle aufstehe, so fängt in dieser Begebenheit samt deren natürlichen Folgen ins Unendliche eine neue Reihe schlechthin an, obgleich der Zeit nach diese Begebenheit nur eine Fortsetzung der vorhergehenden Reihe ist. Denn diese Entschließung und Tat liegt gar nicht in der Abfolge bloßer Naturwirkungen und ist nicht eine bloße Fortsetzung derselben; sondern die bestimmenden Naturursachen hören oberhalb derselben in Ansehung dieses Ereignisses ganz auf, das zwar auf jene folgt, aber daraus nicht erfolgt und daher zwar nicht der Zeit nach, aber doch in Ansehung der Kausalität ein schlechthin erster Anfang einer Reihe von Erscheinungen genannt werden muss.“

Im Gegensatz zu Hume sieht Kant die Kausalität als Notwendigkeit an. Er argumentiert, dass der Kausalgedanke zur inneren Struktur der Erkenntnis gehöre, wenn jede besondere Kausalregel aus der Erfahrung stammt, weil man sonst die Welt gar nicht verstehen könne. Für Kant liegt der Beweis für die Notwendigkeit der Kausalität in der zugleich logischen wie chronologischen Abfolge der Zeit. Er verdeutlicht dies in der Kritik der reinen Vernunft an dem Beispiel der Beobachtung einer Kugel und einer Einbuchtung in einem Kissen. Hier gebe es nur einen logischen Schluss von der Kugel als Ursache zur Einbuchtung als Wirkung. Der umgekehrte Schluss wäre absurd. (Beispiel aus der 2. Analogie der Erfahrung: Grundsatz der Zeitfolge nach dem Gesetze der Causalität) „Die Physik hat die Kantsche Definition der Kausalität weitgehend bestätigt und als Postulat in ihre wichtigsten Theorien aufgenommen.“ In der speziellen Relativitätstheorie von Einstein, die zwar eine Zeitdilatation, nicht jedoch eine Zeitumkehr zulässt, bleibt die Kausalität im Sinne der zeitlichen Folge erhalten. Ebenso wird das Zufallskonzept der Quantentheorie nicht verletzt.
Zum einen muss man von seinen eigenen Gedanken eine Gewissheit haben, dass sie in dem eigenen Geiste vorhanden sind (Selbstbewusstsein). Zum anderen können nicht alle Begriffe des eigenen Geistes aus der reinen Erfahrung stammen, da man die Eindrücke, die man erhält, ansonsten nicht kategorisieren könne. Man muss also schon Begriffe voraussetzen, um Ideen aus sensorischen Eindrücken bilden zu können. Und zu diesen schon a priori vorhandenen Begriffen zählte Kant auch den Begriff der Kausalität. Damit ist Kausalität nicht ein aus Impressionen gebildeter erst im Nachhinein konstruierter Denkinhalt, sondern die Möglichkeit überhaupt Erfahrung zu sammeln setzt den Begriff der Kausalität schon voraus, ist also notwendig um Erfahrung überhaupt erst machen zu können. Wir würden ansonsten bloß sensorische Eindrücke gewinnen und nicht die Fähigkeit besitzen, diese zu Sinn stiftenden und kategorialen Erfahrungszusammenhängen zu konstruieren. Wie ein Kleinkind, das in ein Kaleidoskop blickt, würden wir die Welt nicht zusammenfügen können und würden nur das Spiel des Lichtes im Kaleidoskop staunend betrachten und ehrfürchtig vom Spiel des Lichtes gebannt bleiben.
Diese objektive Welt kann durch die Naturwissenschaften erforscht werden, und wir nehmen auch a priori an, dass gewisse Gesetzmäßigkeiten darin gelten, worunter auch das Kausalitätsgesetz zu fallen scheint. Die Dinge für sich bleiben uns jedoch verborgen, denn sie liegen außerhalb unserer menschlich erfahrbaren Welt. Über sie können wir lediglich vernünftige Vermutungen anstellen, da sie der Erscheinungswelt auf unerkennbare Weise zugrunde liegen. Darunter fallen nach Kant z. B. die Idee von Gott, die Idee der Freiheit und die der unsterblichen Seele. Dort sei die Grenze unserer nach Vernunft möglichen Erkenntnis erreicht.

#### Kritik am Begriff der Kausalität
Friedrich Nietzsche bestritt 1886 in Jenseits von Gut und Böse, dass es Ursachen an sich gebe: Sie gehörten vielmehr der „Zeichen-Welt“ an, und Menschen würden sie mythologisch „in die Dinge hineindichten“.
Nach Ernst Mach gibt es in der Natur weder reale Ursachen noch Kausalitätsverhältnisse, sondern nur funktionale Beziehungen. Im Konditionalismus werden die Ursachen durch Bedingungen ersetzt. Bereits John Stuart Mill betrachtete als Ursache eines Dinges die volle Summe seiner Bedingungen. Max Verworn steigerte diese Auffassung ins Absolute: der Begriff der Ursache sei ein Überbleibsel vorwissenschaftlicher Vorstellungen; jedes Geschehen sei nicht verursacht, sondern lediglich durch die Gesamtheit unendlich vieler, gleichwertiger Bedingungen bedingt.

#### Auffassung im Dialektischen Materialismus
Im Dialektischen Materialismus als der offiziellen, systematisch aufgebauten Philosophie, so wie sie im real existierenden Sozialismus gelehrt wurde, spiegeln die Kategorien „Ursache“ und „Wirkung“ nur einen Aspekt der komplexen Zusammenhänge in Natur, Gesellschaft und Denken wider. Wesentlicher sind die inneren Widersprüche der Gegenstände, da sie Quelle und Triebkraft jeglicher Entwicklung sind. Bei jeder Veränderung, Entwicklung der materiellen Dinge, Prozesse, Systeme u. a. wirken äußere und innere Ursachen zusammen. Äußere Ursachen heißen die sich aus dem universellen Zusammenhang aller Dinge, Prozesse, Systeme ergebenden Einwirkungen derselben aufeinander; als innere Ursachen bezeichnet der Dialektische Materialismus die ihm zufolge allen materiellen Dingen, Prozessen, Systemen u. a. immanenten Widersprüche, die ihre Bewegung, Veränderung und Entwicklung bewirken. Äußere und innere Ursachen bilden eine „dialektische Einheit“: die inneren Ursachen werden nur wirksam durch die Existenz der äußeren, die äußeren Ursachen nur durch die Vermittlung der inneren. Das Verhältnis von äußeren und inneren Ursachen ist dabei relativ: was für ein System innere Ursache ist, kann für ein anderes System äußere Ursache sein und umgekehrt.

#### Moderne Ansätze
John Leslie Mackie führte die INUS-Bedingung ein, um Ursachen identifizieren zu können: Ein Ereignis wird als Ursache eines Ergebnisses wahrgenommen, wenn es ein unzureichender (Insufficient) aber notwendiger (Necessary) Teil einer Bedingung ist, die selbst nicht notwendig (Unnecessary) aber hinreichend (Sufficient) für das Ergebnis ist.
Das Closest-World-Konzept von David Lewis ist die heute weithin akzeptierte Grundlage einer allgemeinen Definition der Kausalität. David Lewis stellt die kontrafaktische Implikation (Counterfactual Conditional Operator) in das Zentrum der Überlegungen und er führt als Beispiel an: „Hätten Kängurus keine Schwänze, würden sie umfallen“.
Eine Welt mit schwanzlosen Kängurus verstößt offensichtlich gegen die Fakten. Wir müssen uns also eine Welt vorstellen, die zumindest in diesem einen Punkt von der Realität abweicht. Diese „Parallelwelt“ muss ansonsten in sich weitgehend stimmig sein und unserer Welt weitestgehend ähneln. Ansonsten könnten in dieser Welt ja auch Kängurus leben, die an Krücken gehen und deshalb nicht umfallen.
In Causality zeigt Judea Pearl, wie das Closest-World-Konzept konkretisiert werden kann.
Wie nun hängen kontrafaktische Implikation und Kausalität zusammen? Dass der Steinwurf als Ursache der zerbrochenen Scheibe anzusehen ist, lässt sich so ausdrücken: Hätte ich den Stein nicht geworfen, wäre die Scheibe nicht zersprungen. Wir müssen also auf die kontrafaktische Implikation der Negationen übergehen: „Stein nicht werfen“ impliziert kontrafaktisch „Scheibe zerspringt nicht“.
Ein Ansatz, der am ehesten das erfasst, was intuitiv als Grund empfunden wird, wurde von Leonard Talmy entwickelt. In der kognitiven Semantik werden mit der von ihm eingeführten Kategorie der Kräftedynamik sprachliche Ausdrücke auf Kräftebeziehungen hin untersucht, die den beschriebenen Situationen zugrunde liegen. Die Theorie erlaubt erstmals eine feinere Unterscheidung zwischen verschiedenen Kausalitätsrelationen, die in der Sprache z. B. durch die Verben verursachen, helfen, lassen, ermöglichen, verhindern, vorbeugen, abhängen (von) usw. ausgedrückt werden. Aber auch die Semantik kausalitätsanzeigender Konjunktionen und Präpositionen wie weil, obwohl, trotz kann analysiert werden. Eine Vielzahl psychischer Kräfte, die etwa durch zwingen, überreden, widerstehen ausgedrückt werden, sind ebenso Gegenstand der Theorie. Damit ein Grund vorliegt, müssen zwei gegeneinander gerichtete Kräfte, eine Handelnde (Agonist) und ein Gegenspieler (Antagonist) existieren. Für sie gilt (im Fall einer Grund-Beziehung): Der Agonist hat eine intrinsische Tendenz zur Aktivität, der Antagonist eine entgegengesetzte Tendenz zur Trägheit. Die Kraft des Agonisten ist größer als die des Antagonisten. Es wurde auch vorgeschlagen (Phillip Wollf), dass die Art der Kausalität im kräftedynamischen Modell durch drei Dimensionen bestimmt ist, (1) der Tendenz des Antagonisten zum Resultat, (2) der Kräfteopposition zwischen den beteiligten Einheiten und (3) dem (Nicht-)Eintreten des Resultats.

#### Determination und Willensfreiheit
Die philosophischen Konsequenzen der Kausalität sind besonders interessant in Verbindung mit der philosophischen Denkrichtung des Determinismus. Dort geht man davon aus, dass jedes Ereignis durch vorhergegangene Ereignisse fest vorbestimmt ist, sich also das Universum als Kausalkette entwickelt. Das bezieht sich auf alle Ebenen, auch auf die Elementarteilchen von Energie und Materie. Da nun das menschliche Gehirn auch aus Materie besteht, müsste es sich demnach ebenfalls deterministisch verhalten, also in einer Weise, die theoretisch berechnet und vorherbestimmt werden kann.

### Biologie und Verhaltensforschung
Wenn unsere Vorfahren die hinter dem Gebüsch vorblitzenden schwarzen und gelben Streifen (Wirkung) einem Tiger (Ursache) zuschrieben und sich davonmachten, waren sie gut beraten. Die schnelle Entscheidung, was wohl Ursache der Beobachtung sein könnte, und die daraus folgende Aktion waren lebenserhaltend. Die diesem Verhalten zu Grunde liegende Kausalitätserwartung gehört zu den „angeborenen Lehrmeistern“ (Konrad Lorenz): Die „Hypothese von der Ursache“ enthält die „Erwartung, dass Gleiches dieselbe Ursache haben werde. Dies ist zunächst nicht mehr als ein Urteil im Voraus. Aber dieses Vorurteil bewährt sich… in einem derartigen Übermaß an Fällen, dass es jedem im Prinzipe andersartigen Urteil oder dem Urteils-Verzicht überlegen ist“ (Rupert Riedl, 1981)
Angeborene Lehrmeister haben eine Kehrseite: sie können Denkfallen sein: „Das biologische Wissen enthält ein System vernünftiger Hypothesen, Voraus-Urteile, die uns im Rahmen dessen, wofür sie selektiert wurden, wie mit höchster Weisheit lenken; uns aber an dessen Grenzen vollkommen und niederträchtig in die Irre führen“ (Rupert Riedl). Auf die Kausalitätserwartung geht zurück, dass oftmals vorschnell der Pilot, Kapitän oder Lokführer für ein Unglück verantwortlich gemacht wird.

### Sozialwissenschaften
Viele Beiträge zum Verständnis der Kausalitäts-Idee leistete die umfangreiche Forschung zur Konditionierung. Beginnend mit Thorndikes Katzenexperimenten über Pawlows zufällige Entdeckung der klassischen Konditionierung und Skinners operante Konditionierung wurden und werden zahlreiche Gesetzmäßigkeiten entdeckt, unter welchen Bedingungen die Vorstellung eines Ursache-Wirkungs-Zusammenhangs entsteht. Der evolutionäre Ursprung der Kausalitäts-Idee ist wohl das Bedürfnis, zuverlässige Prädiktoren für lebensnotwendige Ereignisse zu identifizieren.
In der sozialwissenschaftlichen Forschung, wie der Psychologie, wird oft die Frage gestellt, ob ein Training oder eine Therapie einen Effekt oder eine Wirkung hat. Thomas D. Cook und Donald T. Campbell formulierten 1979 in Anlehnung an John Stuart Mill drei Bedingungen, die für einen Kausalzusammenhang notwendig sind:
1. Kovarianz: Veränderungen in der angenommenen Ursache (unabhängige Variable, UV) müssen mit den Veränderungen im angenommenen Effekt (abhängige Variable, AV) in einem systematischen Zusammenhang stehen. Wenn also z. B. Veränderungen in der psychologischen Behandlung stattfinden, müssen sich diese Manipulationen im Resultat, in der psychologischen Symptomatik, beobachten lassen.
2. Zeitliche Abfolge: Die Ursache (UV) muss vor dem Effekt (AV) stattfinden.
3. Keine alternativen Erklärungen: Die angenommene Ursache muss die einzige plausible Erklärung für die Wirkung sein.

Es ist offensichtlich, dass die dritte Bedingung die schwierigste zu realisierende Bedingung ist. In einem Sozialwissenschaftlichen Experiment/Experimentellen Design können meist aus ethischen Gründen nicht alle Faktoren, die Einfluss auf die Wirkung haben könnten, kontrolliert werden, demzufolge kann ein Kausalzusammenhang nie mit einer absoluten Sicherheit angenommen werden. Beholfen wird sich bei Querschnittsuntersuchungen mit Drittvariablenkontrolle und mit Panelstudien.
Die Sozialpsychologie betrachtet als phänomenale Kausalität die Tendenz in der sozialen Kognition, den wahrnehmbaren Objekten Ursache-Wirkungs-Beziehungen zuzuschreiben (sog. Kausalattribuierung), die, häufig im Verein mit Werturteilen über diese Objekte, zu erheblichen Unterschieden in den Wahrnehmungsergebnissen führen.
In der Therapie von Lernstörungen favorisiert Dieter Betz (in: Teufelskreis Lernstörung, Psychologie Verlags Union, München-Weinheim 1987; nicht zu verwechseln mit dem gleichnamigen Geologen) das Wirkungsgefüge als Geflecht von sehr unterschiedlichen Ursachen, das überschaubar gemacht werden muss, wenn Therapie eine Wirkung als Intervention haben soll: „Wer isoliert am Symptom arbeitet, riskiert einen Pädagogischen Teufelskreis.“ Als Grundlage für diese Arbeit des Therapeuten sieht Betz die Konfliktstrukturanalyse (KSA).

### Statistik
Mit der Statistik kann zwar ein Zusammenhang zwischen zwei Ereignissen/Variablen nachgewiesen werden, jedoch keine Kausalität. Kann man einen Zusammenhang (eine Korrelation) zwischen Ereignissen A und B nachweisen, dann gibt es mehrere Erklärungsmöglichkeiten:
- A könnte B verursachen.
- B könnte A verursachen.
- A und B könnten durch ein drittes Ereignis C verursacht sein (siehe auch Scheinkorrelation).
- Der Zusammenhang in den Daten könnte fehlerhaft oder zufällig, d. h. in Wahrheit gar nicht vorhanden, sein.

Fälschlicherweise wird der Nachweis eines statistischen Zusammenhangs (Korrelation) oft als Kausalität missinterpretiert. Erst durch zusätzliche Information, die nicht mittels Statistik gewonnen wurde, kann aus einer statistischen Korrelation auf eine Kausalität geschlossen werden. Ein nur halb scherzhaft gemeintes Beispiel ist der Rückgang der Geburtenrate und die Abnahme der Storchenpopulation in Westdeutschland Ende der sechziger Jahre. Aus der Tatsache, dass beide Entwicklungen zur gleichen Zeit und in etwa gleichem Umfang geschahen, kann nicht geschlossen werden, dass die Störche ursächlich etwas mit der Zahl der neugeborenen Babys zu tun haben.
Als Voraussetzung können Kausalitäten jedoch einfließen; z. B. in der Regressionsanalyse werden unabhängige ({\displaystyle X}) und abhängige Variablen ({\displaystyle Y}) betrachtet. Dabei wird davon ausgegangen, dass die unabhängigen Variablen ({\displaystyle X}) auf die abhängigen Variablen ({\displaystyle Y}) einwirken. Ob eine Variable jedoch eine unabhängige oder abhängige Variable ist, wird per Definition festgelegt und nicht durch Mittel der Statistik hergeleitet.
Es ließe sich eine kausale Beziehung formulieren, die nicht als statistischer Zusammenhang (Kausalität ohne Korrelation) ablesbar wäre: Zwischen einen Schalter, der eine Glühlampe zum Leuchten bringt, wird ein Zufallsgenerator geschaltet, der das Schaltsignal in sein Gegenteil umwandeln kann (aber nicht muss). Bei Kenntnis der Schaltung ist dann zwar klar, dass die Stellung des Schalters einen Einfluss darauf hat, ob die Lampe zu einem bestimmten Zeitpunkt brennt oder nicht. Der Effekt dieses Einflusses ist aber weder vorhersagbar, noch statistisch nachweisbar. Bei Unkenntnis der Schaltung wäre also nicht erkennbar, dass es überhaupt einen Einfluss gibt.

### Ökonometrie (Granger)
In manchen Bereichen der Ökonometrie begnügt man sich mit einem z. B. gegenüber der Philosophie eingeschränkten Kausalitätsbegriff. Bei diesem steht die zeitliche Ordnung der Variablen im Vordergrund. Entscheidend geprägt wurde der Kausalitätsbegriff der Ökonometrie von Clive W. J. Granger. Dieser arbeitet mit der Prämisse, dass die Vergangenheit die Zukunft bestimmt und nicht umgekehrt. Sie besagt, dass eine Variable X für Y Granger-kausal ist, wenn bei einer gegebenen Informationsmenge bis zum Zeitpunkt t-1 im Zeitpunkt t die Variable Y besser prognostiziert werden kann, als ohne den Einbezug der Variablen X. Die Granger-Kausalität kann in eine Richtung gelten oder auch in beide Richtungen (Rückkopplung-System). Der Kausalitätsbegriff ist eng mit einem weiteren theoretischen Konzept der Ökonometrie oder Zeitreihenanalyse verwandt, der Exogenität.
Die Granger-Kausalität ist statistisch testbar. Hierzu sei ein bivariates VAR(p)-Modell betrachtet:
Es liegt keine Granger-Kausalität für {\displaystyle Y_{2}} auf {\displaystyle Y_{1}} vor, wenn:
{\displaystyle Y_{1}} ist für {\displaystyle Y_{2}} nicht Granger-kausal, wenn:
Der Test auf Nicht-Granger-Kausalität entspricht somit einem Test auf Null-Restriktionen für bestimmte Koeffizienten. Die Teststatistik eines solchen Tests könnte bei Normalität des weißen Rauschens wie folgt aussehen:
Dabei ist
- {\displaystyle N} der Umfang der beiden Zeitreihen
- {\displaystyle n} die Anzahl der Koeffizienten, die bei einer Kleinste-Quadrate-Schätzung verwandt werden, so dass die Zahl von Freiheitsgraden kleiner wird,
- {\displaystyle p} die Anzahl der zusätzlichen Koeffizienten, mit denen die Variable X in die Kleinste-Quadrate-Schätzung einbezogen wird,
- {\displaystyle {\text{RSS}}_{r}} die Summe der quadrierten Residuen der Kleinste-Quadrate-Schätzung der Gleichung mit Restriktionen,
- {\displaystyle {\text{RSS}}_{u}} die Summe der quadrierten Residuen einer Kleinste-Quadrate-Schätzung der Gleichung ohne Restriktionen,
- {\displaystyle {\hat {\sigma }}_{11}^{2}={\frac {{\text{RSS}}_{u}}{N-n-p}}} als geschätzte Varianz von {\displaystyle Z_{1}}, dabei ist
- {\displaystyle {\hat {\sigma }}_{11}} die Standardabweichung.

Mit dem ermittelten Wert von F geht man in die entsprechende Tabelle von F, um die Wahrscheinlichkeit abzulesen, dass keine Granger-Kausalität vorliegt. Dabei ist zu beachten, dass nur die (im Allgemeinen) geringere Wahrscheinlichkeit von {\displaystyle F(p,N-n-p)} zutrifft. Die Wahrscheinlichkeit von {\displaystyle F(N-n-p,p)} ist größer (im Allgemeinen) und nicht zutreffend.

### Betriebswirtschaft
Unter einem Kostenzurechnungsprinzip versteht man eine Vorgehensweise, um Kosten auf Bezugsgrößen umzurechnen. Wählt man beispielsweise eine Produkteinheit als Bezugsgröße, so können in Abhängigkeit vom verwendeten Zurechnungsprinzip die Kosten dieser Einheit berechnet werden. Man erhält so die Stückkosten.

### Kausalität in der Medizin
Die Ätiologie (von altgriechisch αἰτία „Ursache“ und λόγος „Vernunft, Lehre“) bezeichnet in der Antike in einigen philosophischen Schulen die Lehre von den Ursachen. Heute herrscht die medizinische Bedeutung des Begriffs vor.

## Videos
- Was ist Kausalität? aus der Fernseh-Sendereihe alpha-Centauri (ca. 14 Minuten). Ausgestrahlt am 14. März 2014.